# Graham Stack
Graham Stack (Hampstead, 26 settembre 1981) è un ex calciatore irlandese, nato in Inghilterra, di ruolo portiere, allenatore portieri del Watford.

## Carriera

### Club
Nel 2005 va in prestito al Reading dall'Arsenal: i rosso blu lo tengono fino a settembre, poi lo riscattano a costo zero.

## Palmarès

### Giocatore

#### Competizioni nazionali
- Campionato inglese: 1

Arsenal: 2001-2002
- Coppa d'Inghilterra: 1

Arsenal: 2001-2002
- Conference Premier: 1

Barnet: 2014-2015

#### Competizioni giovanili
- FA Youth Cup: 1

Arsenal: 1999-2000